# N→σ-перехід
n→σ-перехід (англ. n-σ electronic transition) — у моделі одноелектронних збурень — перехід електрона з незв'язуючої n-орбіталі вільної електронної пари на антизв'язуючу орбіталь типу σ. Звичайно супроводиться високою енергією переходу і з'являється близько до переходів Рідберга чи змішується з ними.